# After Foot
Pour les articles homonymes, voir L'After.
 (novembre 2023).
Si vous disposez d'ouvrages ou d'articles de référence ou si vous connaissez des sites web de qualité traitant du thème abordé ici, merci de compléter l'article en donnant les références utiles à sa vérifiabilité et en les liant à la section « Notes et références ».
 (avril 2019).
L'After Foot également connue sous le nom de L'After, est une émission de radio et de télévision traitant du football. Elle est diffusée sur RMC depuis 2006, brièvement sur BFM TV entre 2010 et 2011 et sur RMC Sport News entre 2016 et 2020.
Le principe de l'émission est de débattre des matchs diffusés sur RMC en soirée immédiatement après le coup de sifflet final. Néanmoins l'émission a également lieu les jours où aucun match n'est diffusé et les thématiques traitées sont alors plus larges. L'émission est diffusée quotidiennement pendant toute l'année.
Sans discontinuité depuis sa création dans sa présence à l'antenne radio, l'émission est animée le plus souvent par Gilbert Brisbois (sauf courte parenthèse en 2008) et fait intervenir le journaliste Daniel Riolo. Ceux-ci sont entourés, selon les saisons, par de nombreuses personnalités médiatiques du monde du football notamment Florent Gautreau, Rolland Courbis, Éric Di Meco et Jérôme Rothen.

## Concept
Inspirée d'émissions Espagnoles[source secondaire souhaitée], l'émission, animée en 2021-2022 par Gilbert Brisbois, Nicolas Jamain ou Nicolas Vilas et diffusée sept jours sur sept à la radio sur RMC, est une tribune libre réagissant aux rencontres footballistiques de la soirée. Pendant plus d'une heure, un éditorialiste et un consultant analysent et réagissent sur les rencontres de la soirée. Les soirs sans match, l'émission revient sur l'actualité footballistique entamée ou à venir.
Elle laisse une place à l’interactivité avec les auditeurs et à la critique (comme celles sur Raymond Domenech). Sur les dernières années, les différents chroniqueurs et éditorialistes régulièrement intervenus à l'antenne sont Daniel Riolo, Pierre Ducrocq, Jonatan MacHardy, Florent Gautreau, Jérôme Rothen, Julien Cazarre, Kévin Diaz, Rolland Courbis, Stéphane Guy, Simone Rovera, Laure Lepailleur, Lionel Charbonnier, Walid Acherchour ou encore Ludovic Obraniak.
L'After consacre également des sujets sur des aspects du football moins évoqués en France et se positionne sur des débats footballistiques (comme l'arbitrage vidéo) visant à améliorer le football (notamment français à travers la formation, la tactique ou la communication). L'émission voit le football comme un phénomène de société en parlant de culture, d'éducation, d'économie, des dérives du football et de thèmes beaucoup plus légers[source secondaire souhaitée].

## Historique

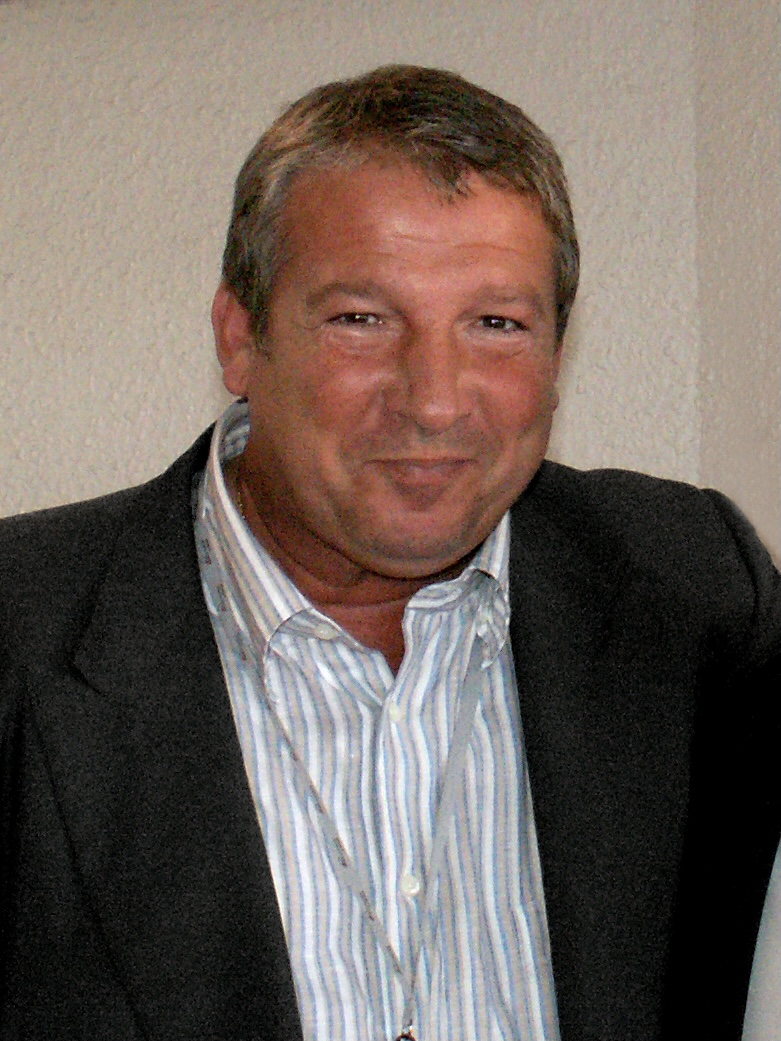
Rolland Courbis, chroniqueur dans l'After après les matchs de football radiodiffusés sur RMC.

L'After Foot a vu le jour le 4 avril 2006 après le quart de finale retour de Ligue des champions 2006, Milan AC - Olympique lyonnais (3-1).
L'émission a été originellement créée pour la coupe du monde de football 2006 après chaque match d'où le nom After (qui signifie après).

### Saison 1 (2006-2007)
L'émission est conservée pour la saison 2006-2007 et se déroule après chaque Intégrale Foot (Ligue 1, Ligue des champions, Ligue Europa, Coupe de la Ligue, Coupe de France et Équipe de France) jusqu'à minuit et est présentée par Gilbert Brisbois accompagné de consultants de RMC comme Rolland Courbis et Jean-Michel Larqué.

### Saison 2 (2007-2008)
Depuis le 22 octobre 2007, l'After Foot se déroule également les soirs sans match. L'animateur Alexandre Delpérier est à la tête de l'émission pour cette première saison de la quotidienne de l'After avec l'éditorialiste Daniel Riolo. Gilbert Brisbois anime l'émission le weekend (jusqu'à sa suspension d'antenne en mai).
Pendant le championnat d'Europe de football 2008, l'After Foot enregistre ses émissions en public et en direct du QG RMC-Adidas sur l'Avenue des Champs-Elysées à Paris avec des interventions de Luis Fernandez, Rolland Courbis et Didier Deschamps et l'arrivée de l'ancien arbitre international Joël Quiniou.
L'After foot a acquis une certaine notoriété par les clashs qui ont lieu en direct à l'antenne. À titre d'exemple, le 9 janvier 2008, Philippe Lucas, entraineur de natation international et ancien coach de Laure Manaudou, a insulté Daniel Riolo.

### Saison 3 (2008-2009)
En septembre et octobre 2008, Florent Gautreau est l'animateur intérimaire de la quotidienne de l'After en remplacement d'Alexandre Delpérier, avec l'arrivée d'un nouvel éditorialiste Jean-François Pérès (corédacteur en chef de l'agence RMC Sport et ancien reporter à RFI), qui intervient chaque soir face à Daniel Riolo dans une nouvelle version de la quotidienne de l'After. Le 2 novembre 2008, Gilbert Brisbois effectue son retour sur l'antenne de RMC pour reprendre l'animation de l'After de la saison 2008-2009 du dimanche au jeudi.
Une version papier était disponible entre novembre 2008 et août 2009 dans le quotidien sportif Le 10 Sport dont Jean-François Pérès et Marc Ambrosiano étaient rédacteurs en chef afin de décerner des notes aux joueurs et à l'arbitre, consultables dans les éditions du lendemain des matchs. Daniel Riolo et Rolland Courbis y tenaient des éditoriaux quotidiens.
Depuis le 30 mars 2009, l'émission est rallongée d'une heure le lundi. À cette occasion, l'émission est surnommée « le Grand After », et est consacrée aux autres championnats européens.

### Saison 4 (2009-2010)
Stéphane Pauwels, animateur à la télévision belge et recruteur de football rejoint les chroniqueurs de l'émission.
Le 20 septembre 2009, RMC suspend sa collaboration avec Rolland Courbis, après l'interpellation de ce dernier par la police au Stade Vélodrome à Marseille. Condamné en octobre 2008 à deux ans de prison ferme, Rolland Courbis a été écroué le dimanche 20 septembre pour effectuer un reliquat de peine.
En mai 2010, Chérif Ghemmour, journaliste à So Foot et ancien chroniqueur sur Europe 1, rejoint l'équipe de l'After Foot en tant que chroniqueur.
Pendant la coupe du monde de football 2010, l'After Foot enregistrait ses émissions en public et en direct du QG RMC-Adidas sur l'Avenue des Champs-Elysées à Paris et était diffusée en web TV sur MSN.fr.

### Saison 5 (2010-2011)
Pour la saison 2010-2011, l'After recommence le Grand After Tour en partenariat avec EA Sports.
En juin 2011, Nicolas Vilas (journaliste Ma Chaîne Sport), qui était souvent invité dans l'émission pour parler de football portugais (championnat ou équipe nationale), devient chroniqueur à part entière dans l'After Foot. Dans le même temps, l'ancien joueur professionnel Marc Libbra rejoint également l'équipe de l'After jusqu'au 15 juillet (il reprend ensuite ses activités d'homme de terrain pour Canal+, suivant notamment les matchs amicaux de l'Olympique de Marseille).

### Saison 6 (2011-2012)
Le 1er août 2011, Marc Ambrosiano quitte RMC Sport et l'After Foot pour rejoindre TF1 et devenir rédacteur en chef de Téléfoot.
Depuis mars 2012, RMC propose chaque soir une retransmission intégrale de l'After en vidéo et en direct sur le site de RMC Sport.

### Saison 7 (2012-2013)
Jean-François Pérès devient animateur de l'émission du vendredi au dimanche et chroniqueur chaque lundi dans le Grand After avec Gilbert Brisbois, Daniel Riolo et Éric Di Meco. Carine Galli rejoint l'équipe de l'After Foot[réf. souhaitée].

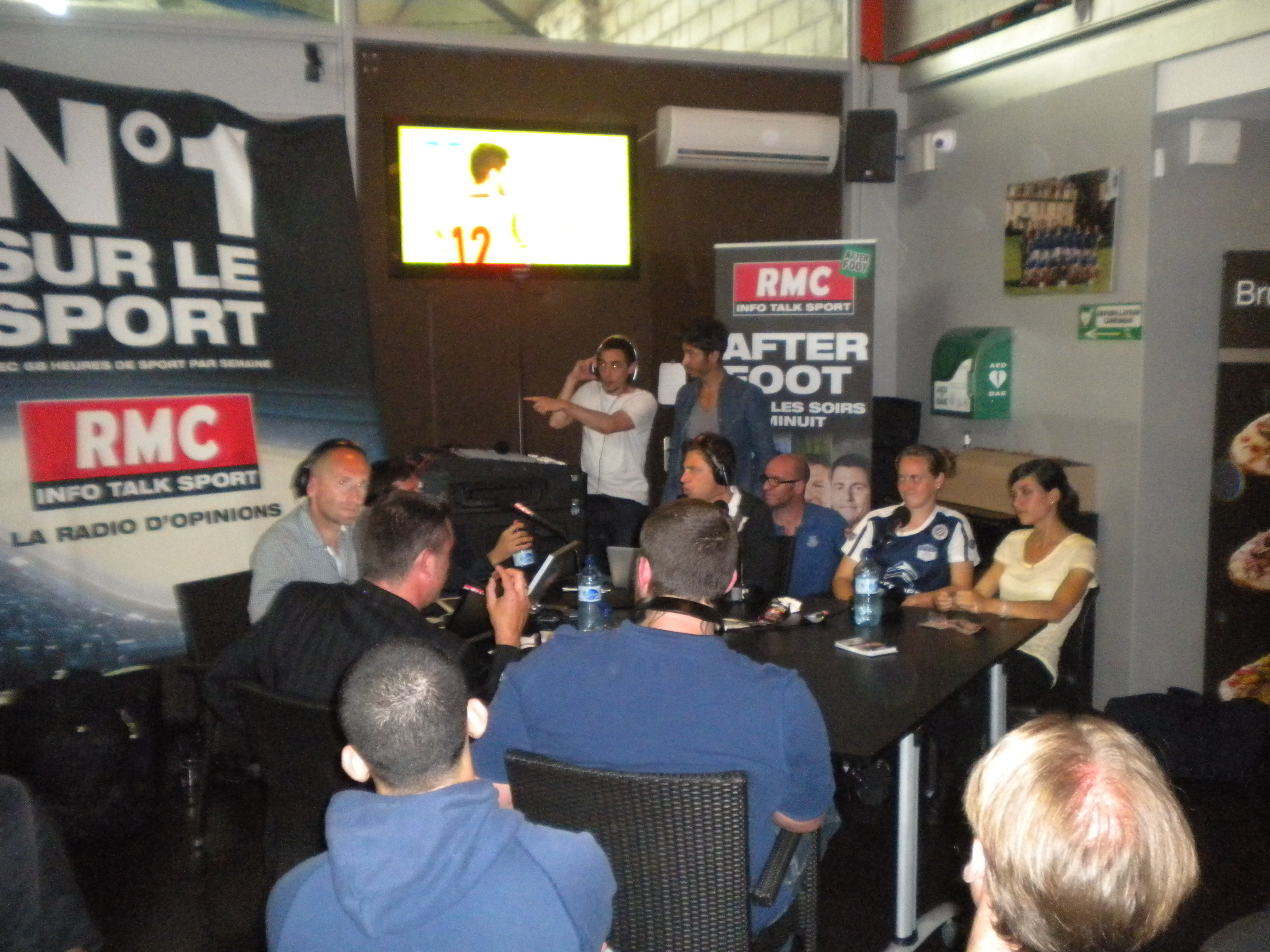
LAfter Foot à Toulouse le 19 juin 2013

Olivier Dacourt, Stéphane Pauwels ou Chérif Ghemmour ne font plus partie de l'équipe de l'After Foot.
En juin 2013, l'équipe de l'After part en tournée dans toute la France pour l'After Tour en partenariat avec l'équipementier sportif Hummel.
En avril 2013, le chroniqueur Eric Di Meco a mangé un rat. En effet, il avait parié que le défenseur César Azpilicueta ne serait jamais international espagnol, et que si cela arrivait, il mangerait un rat.

### Saison 8 (2013-2014)
Carine Galli devient animatrice de l'After Foot du vendredi au dimanche à la place de Jean-François Pérès qui reste chroniqueur dans le Grand After.
En plus de l'Instant Cazarre tous les lundis dans le Grand After, Julien Cazarre intervient désormais dans l'émission en tant que chroniqueur aux côtés de Carine Galli avec Florent Gautreau chaque vendredi et Nicolas Vilas le samedi.
En décembre 2013, Rolland Courbis devient entraîneur de Montpellier, il est donc contraint à diminuer sa présence sur l'antenne de RMC. Il n'intervient plus après les rencontres du Ligue 1, et est remplacé par Grégory Coupet, Frank Lebœuf ou Patrick Mboma.
Du 3 au 27 février 2014, Jean-Louis Tourre succède à Gilbert Brisbois parti couvrir les Jeux olympiques d'hiver de 2014 à Sotchi en Russie.
En mars 2014, Florent Gautreau prend les rênes de l'émission du vendredi au dimanche tandis que Carine Galli redevient chroniqueuse.

### Saison 9 (2014-2015)
Le 1er septembre 2014, Gilbert Brisbois annonce à ses auditeurs un changement de formule concernant l'émission. Le Grand After est supprimé de l'antenne pour laisser place à un After originel, de 22 h à 0 h, quotidiennement. Dans cette nouvelle formule, Gilbert Brisbois propose un quiz à ses auditeurs qui aura lieu le mardi, le mercredi et le jeudi. Un auditeur devra défier les chroniqueurs présents sur le plateau. De nombreux cadeaux sont mis en jeu par RMC. Tant que les auditeurs ne gagnent pas le quiz, les cadeaux sont ajoutés à une cagnotte.
Chez les Drôles de dames, par suite de problèmes de droits, la musique d'entrée est remplacée par un jingle contenant les perles de chaque correspondant (ex: "Il continue à manquer de continuité" pour Thierry Cros ou le "Kaka tu es nul" de Fred Hermel). David Lortholary remplace Paul Breitner comme représentant de l'Allemagne ; il gagne d'ailleurs sa place dans le jingle le 8 décembre 2014 avec sa reprise de la chanson des supporters bavarois "Oh Franck Ribery". Nicolas Villas, présent le lundi aux côtés de Daniel Riolo, se transforme en Drôle de dame en fin d'émission pour parler du Portugal, où il indique notamment à Gilbert Brisbois si Moussa Maazou est toujours le meilleur buteur du championnat.

### Saison 10 (2015-2016)
Pour sa dixième saison, l'After mise sur la continuité. Un changement notable : Gilbert Brisbois (accompagné de Daniel Riolo et Florent Gautreau, en alternance avec François Manardo, et Rolland Courbis lors des soirs de Ligue des Champions et Ligue Europa) présente l'émission du dimanche au jeudi, alors que Jean-Louis Tourre est à la tête du show le vendredi et le samedi.
Au programme : les avis tranchés des différents intervenants, le je m'en fous/je m'en fous pas, les drôles de dames le lundi, l'After World (un auditeur expatrié présente le football dans le pays où il vit), le quiz et de temps en temps, le Top 51.

### Saison 11 (2016-2017)
À partir de septembre 2016, la version longue de l'After revient puisque l'émission est diffusée de 21h à minuit, le mardi, mercredi et jeudi lorsqu'il n'y a pas de matchs. De plus, Simone Rovera remplace Thierry Cros en tant que spécialiste du football italien. Florent Gautreau reprend l'animation de l'after le vendredi et samedi.

### Saison 12 (2017-2018)
En septembre 2017, Florent Gautreau quitte l'After et RMC Sport pour devenir le directeur de la rédaction d'Equidia Live. L'ancien footballeur Pierre Ducrocq intègre l'émission et devient chroniqueur régulier.
Durant cette saison, l'After est présenté par Jean-Louis Tourre le lundi, Gilbert Brisbois du mardi au jeudi, et Nicolas Vilas du vendredi au dimanche.

### Saison 13 (2018-2019)
Gilbert Brisbois anime l'After du mardi au jeudi et Nicolas Vilas du vendredi au lundi.
À partir de février 2019, Gilbert Brisbois est de retour à la présentation les dimanches et lundis.

### Saison 14 (2019-2020)
Cette nouvelle saison est marquée par les retours de Julien Cazarre et de Florent Gautreau,.
Nicolas Jamain succède à Nicolas Vilas à l'animation de l'After les vendredis et samedis. Il est entouré de Jonatan MacHardy et de Ludovic Obraniak.
En décembre 2019, Florent Gautreau quitte de nouveau RMC quatre mois seulement après son retour pour un poste de direction à France Bleu Mayenne. Il est présent pour la dernière fois dans l'After le lundi 16 décembre 2019.
En janvier 2020, Ludovic Obraniak quitte RMC pour rejoindre la chaîne L'Équipe. Il est remplacé par Damien Perrinelle, le vendredi et Kévin Diaz, le samedi.
En mars 2020, en raison de la pandémie de Covid-19, Rolland Courbis, Éric Di Meco et Lionel Charbonnier interviennent de façon régulière dans l'émission.

### Saison 15 (2020-2021)
En août 2020, Simone Rovera annonce qu'il quitte l'After et RMC Sport pour rejoindre la nouvelle chaîne Téléfoot. Johann Crochet le remplace.
Willy Sagnol quitte également RMC avec l'ambition de retrouver un club à entrainer.
Stéphane Guy rejoint RMC le temps de l'Euro et participe certains soirs pendant la compétition.

### Saison 16 (2021-2022)
Retour de Nicolas Vilas et de Florent Gautreau qui retourne dans l'émission après avoir quitté son poste de directeur de France Bleu Mayenne.
Thibaut Leplat et Walid Acherchour rejoignent également l'émission.
Jérôme Rothen quant à lui quitte l'émission pour reprendre la tranche 18h-20h sur RMC avec son émission Rothen s'enflamme.
L'émission gagne aussi une heure en passant tous les jours de 20h à 00h sauf le samedi où elle se déroulera de 21h à 00h.
Entre avril et juin 2022, la saison 16 est écoutée en moyenne par 124 000 auditeurs selon Médiametrie.

### Saison 17 (2022-2023)

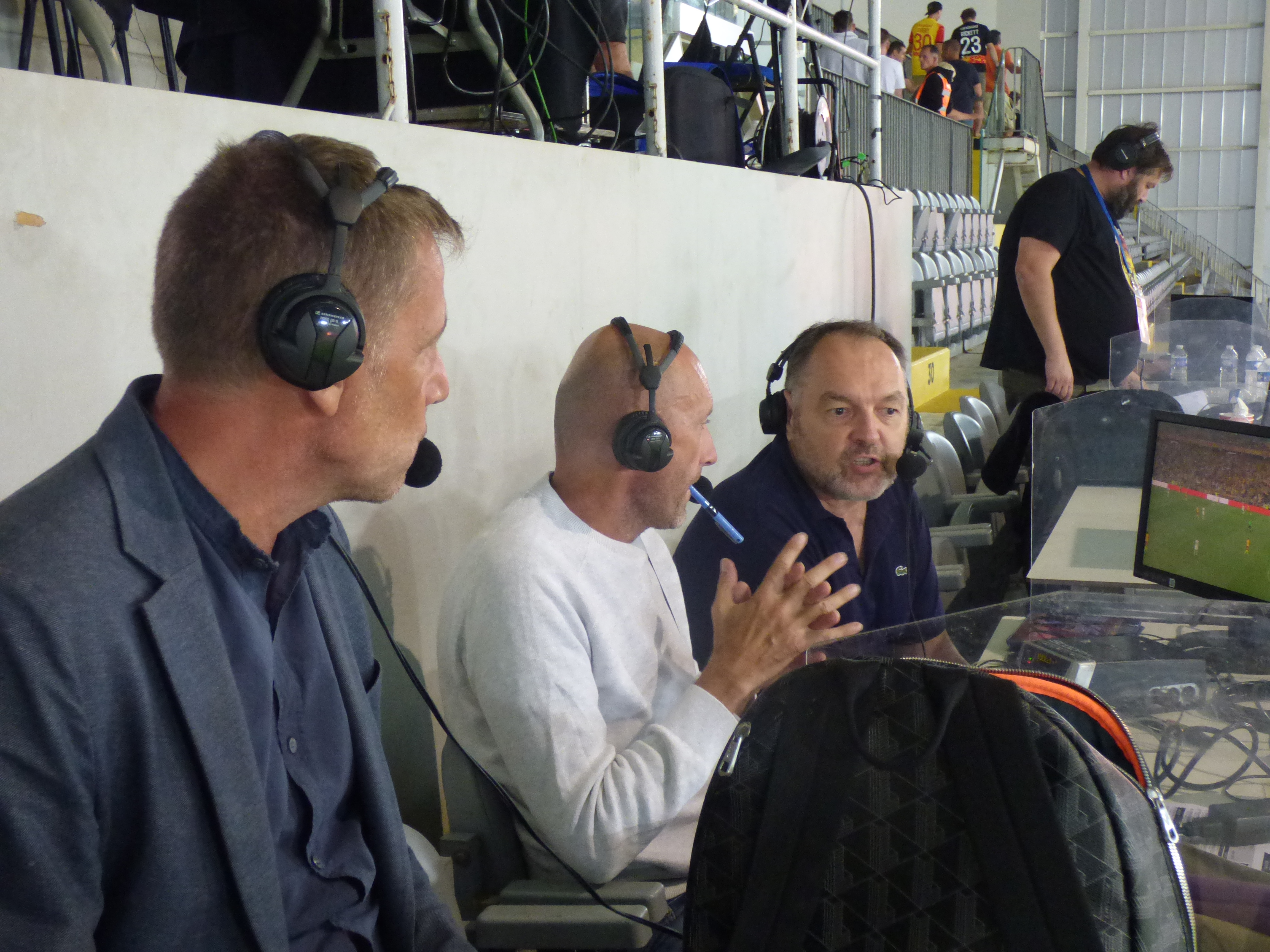
L'équipe de lAfter foot au Stade Bollaert-Delelis, de gauche à droite : Daniel Riolo, Gilbert Brisbois et Stéphane Guy

La saison 17 débute le 22 août 2022 Comme durant la saison 16, l'émission conserve le créneau 20h - minuit. Le format est toutefois modifié, les 4 heures du lundi au jeudi se répartissant comme suit :
- Génération After de 20h à 22h du mardi au jeudi : composée de chroniqueurs qui ont grandi avec l'After, cette émission est présentée par Nicolas Jamain, entouré notamment de Kévin Diaz, Walid Acherchour, Simon Dutin, Romain Canuti, Sofiane Zouaoui.
- L'After Foot de 22h à minuit : version originelle et historique de l’After autour de Gilbert Brisbois, Daniel Riolo, Stéphane Guy, et Florent Gautreau.

Le lundi de 20h à 22h, les drôles de dames viennent débattre de l'actualité du football anglais, italien, espagnol et allemand.
Les soirs de Ligue des Champions, Jérôme Rothen rejoint l'émission pour les matchs du PSG et Mamadou Niang pour les matchs de l’OM.
Pendant la coupe du Monde 2022, l'After se prolonge jusqu'à 1h du matin avec la libre antenne, présentée par Nicolas Vilas[source secondaire souhaitée].

#### Tournée internationale
Pour la saison 18 de l'émission, une tournée internationale est décidée. Le premier épisode est enregistré en Algérie, à Alger, dans les locaux de Jow Radio. L'invité de l'émission est le sélectionneur algérien, Djamel Belmadi.

### Saison 18 (2023-2024)
La saison 18 débute en août 2023. Comme durant la saison 17, l'émission conserve le format suivant :
- Génération After de 20h à 22h du mardi au jeudi : composée de chroniqueurs qui ont grandi avec l'After, cette émission est présentée par Nicolas Jamain, entouré notamment de Kévin Diaz, Walid Acherchour, Simon Dutin, Romain Canuti, Sofiane Zouaoui, Houssem Loussaïef, Ricardo Faty, Jennifer Mendelewitsch, Jimmy Braun, Elton Mokolo, David Gluzman.
- L'After Foot de 22h à minuit : version originelle et historique de l’After autour de Gilbert Brisbois, Daniel Riolo, Stéphane Guy, et Florent Gautreau.

Le lundi de 20h à 22h, les drôles de dames viennent débattre de l'actualité du football anglais, italien, espagnol et allemand.
Les soirs de Ligue des Champions, Jérôme Rothen rejoint l'émission pour les matchs du PSG et Emmanuel Petit pour les matchs des clubs anglais.
La libre antenne est reconduite cette saison certains soirs de matchs, présentée par Nicolas Vilas, Julien Cazarre et Thibaut Giangrande. Elle y accueille des auditeurs pour débattre sur le football et sur d'autres sujets parallèles.
A la fin de la saison, Houssem Loussaïef et Stéphane Guy annoncent leur départ de l'émission.
Pendant les jeux olympiques 2024, l'émission n'est pas diffusée le week-end et est présentée par Thibaut Giangrande et Daniel Riolo, Gilbert Brisbois présentant l'émission l'After JO sur RMC.

### Saison 19 (2024-2025)
La saison 19 débute en août 2024.

## L'After à la télévision

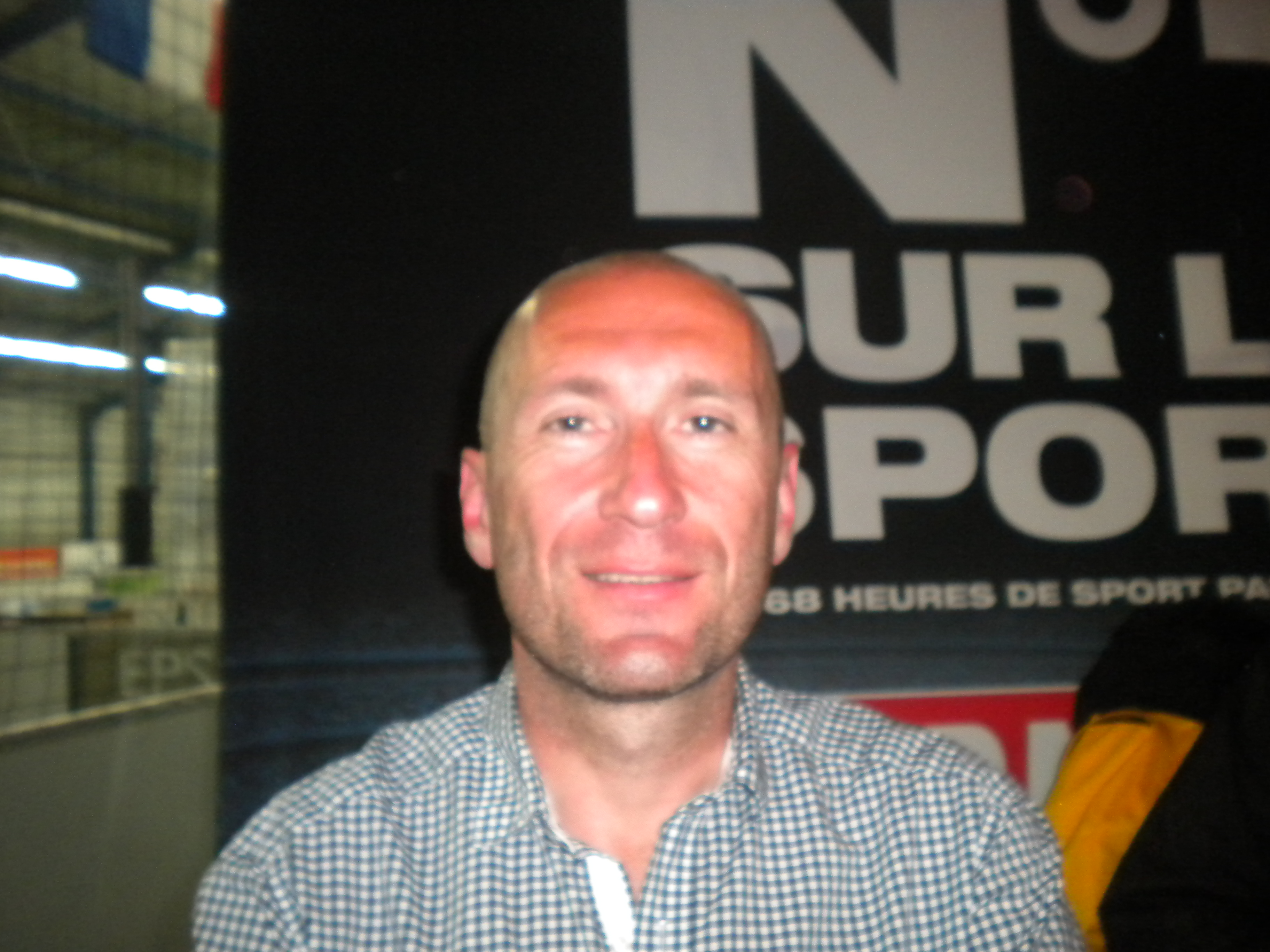
Gilbert Brisbois en 2013

Durant la Coupe du monde 2010, une partie de l'émission est diffusée sur BFM TV, chaque soir de 22 h 45 à 23 h et de 23 h 45 à 0 h.
À la suite de son succès pendant la Coupe du monde, le trio Gilbert Brisbois, Rolland Courbis et Daniel Riolo revient sur BFM TV à partir du 18 septembre, après les soirées de championnat de France de Ligue 1 chaque samedi et dimanche de 23 h à 0 h.
Après une pause en décembre 2010, l'After Foot fait son retour en janvier 2011 sur BFM TV tous les samedis et dimanches soir pendant un quart d'heure à 23 h 45 pour finalement ne pas être reconduit à la rentrée.
Depuis le lancement de la chaîne BFM Sport, le 7 juin 2016, l'After Foot est diffusé tous les soirs sur la chaîne de 22h30 à minuit. En 2018, BFM Sport est renommée RMC Sport News et renouvelle sa grille de programme mais conserve l'émission l'After Foot.
Une chaîne de télé sur L'After, est lancée le 7 avril 2025 à 20h, en lieu et place d'RMC Talk Sport.

## Équipe

### Animateurs en poste
- Gilbert Brisbois (avril 2006 - mai 2008, puis depuis novembre 2008) : il anime l'émission du dimanche au jeudi de 22h à minuit.
- Nicolas Jamain : il anime l'émission du lundi au vendredi de 20h à 22h.
- Thibaut Giangrande : il anime l'émission le vendredi et le samedi de 22h à minuit, et certains soirs pour Génération After de 20h à 22h.
- Nicolas Vilas : animateur de l'After libre-antenne et remplaçant. Il est spécialiste du football portugais.
- François Pinet : remplaçant
- Timothée Maymon : remplaçant
- Simon Dutin : remplaçant

### Chroniqueurs de l'After Foot
- Daniel Riolo (depuis avril 2006) : il est présent du dimanche au vendredi.
- Kévin Diaz (en) (depuis septembre 2018, également dans Génération After)
- Lionel Charbonnier : il est présent le vendredi soir
- Thibaut Leplat (depuis août 2021)
- Florent Gautreau (avril 2006 - septembre 2017, août 2019 - décembre 2019, puis depuis août 2021)
- Walid Acherchour (depuis août 2021, également dans Génération After)
- Emmanuel Petit : il est présent lors des soirs de ligue des champions

### Chroniqueurs de Génération After Foot
- Simon Dutin
- Jimmy Braun
- Elton Mokolo
- Jennifer Mendelewitsch (depuis 2024)
- Damien Perquis (depuis 2024)
- Ricardo Faty
- David Gluzman
- Felix Rouah (depuis 2024)

### Drôles de dames (DDD)
- Julien Laurens (depuis septembre 2018) : correspondant à Londres et spécialiste du football anglais
- Frédéric "Fred" Hermel (depuis avril 2006) : Ancien correspondant de RMC à Madrid pendant 20 ans et spécialiste du football espagnol
- Phillipe Chauveau dit "Polo Breitner" (de septembre 2010 à juillet 2014, puis dès septembre 2019) : spécialiste du football allemand, ancien auditeur-intervenant puis standardiste devenu DDD
- Johann Crochet (depuis août 2020) : spécialiste du football italien et néerlandais

### Anciens animateurs
Semaine
- Alexandre Delpérier (septembre 2007 - juin 2008) : lors de cette saison, il anime l'émission du lundi au vendredi après les matchs ainsi que les soirs sans match.
- Jean "Jano" Rességuié, Fabien Lefort, Loïc Briley ou Jérôme Sillon (septembre-octobre 2008) : ils animent l'émission du dimanche au jeudi après les matchs.
- Florent Gautreau (septembre-octobre 2008) : il anime l'émission du lundi au jeudi les soirs sans match.
- Jean-Louis Tourre (février 2014, puis septembre 2017 - juin 2018) : durant les Jeux Olympiques d'hiver de 2014, il remplace Gilbert Brisbois qui est à Sotchi. Lors de la saison 2017/2018, il anime l'émission tous les lundis.

Week-end
- Fabien Lefort (août 2008 - juin 2011) : il est animateur chaque vendredi et samedi, puis seulement le vendredi à partir d'août 2010.
- Jérôme Sillon (août 2011 - juin 2012) : il est animateur chaque vendredi.
- Jean-François "Jeff" Pérès (septembre 2012 - juin 2013) : il anime l'émission du vendredi au dimanche.
- Carine Galli (septembre 2013 - mars 2014) : elle anime l'émission du vendredi au dimanche.
- Florent Gautreau (mars 2014 - juin 2015 et septembre 2016 - juin 2017) : il anime l'émission du vendredi au dimanche.
- Jean-Louis Tourre (septembre 2015 - juin 2016) : il anime l'émission le vendredi et le samedi.

Périodes estivales
- Karim Bennani (août 2008) : il anime l'émission du dimanche au jeudi après les matchs ainsi que les soirs sans match.
- Jean-François "Jeff" Maurel (juillet 2011) : il anime l'émission 7 jours 7.
- Christophe Paillet (juillet 2012) : il anime l'émission 7 jours 7.
- Florent Gautreau ou Nicolas Vilas (juillet 2013) : ils animent l'émission 7 jours 7.
- Florent Gautreau ou Arnaud Souque (juillet-août 2017) : ils animent l'émission en alternance.
- François Pinet ou Jean-Christophe Drouet (juillet-août 2018) : ils animent l'émission en alternance.
- Jean-Christophe Drouet, Nicolas Jamain ou Timothée Maymon (juillet 2019) : ils animent l'émission en alternance.
- Thomas Desson, Timothée Maymon ou François Pinet (août 2019) : ils animent l'émission en alternance.
- Gilbert Brisbois, Simon Dutin ou François Pinet (juillet 2021). Ils animent l'émission en alternance.

### Anciens Participants
- Jean-Michel "Capitaine" Larqué (avril 2006 - juin 2013) : il est chroniqueur chaque mardi et mercredi (soirs de match).
- Xavier Gravelaine (avril 2006 - mai 2008) : il est chroniqueur après les matchs de Coupe de la Ligue et de Coupe de France.
- Denis Chaumier (juin 2006 - juin 2008) : il est chroniqueur après les matchs de Ligue des champions et de l'Équipe de France.
- Noël Tosi (septembre 2006 - septembre 2007) : il est chroniqueur en alternance avec Daniel Riolo et Florent Gautreau.
- Karim Bennani (octobre 2006 - mai 2008) : le Kop RMC.
- Jean-François "Jeff" Pérès (août 2008 - juin 2014)
- Marc Ambrosiano (novembre 2008 - juin 2011) : il est chroniqueur chaque lundi.
- Thierry Cros (mars 2009 - juin 2016), anciennement appelé de son pseudo Didier Mengo (avril 2006-juin 2014), correspondant à Rome et spécialiste du football italien.
- Chérif Ghemmour (mai 2010 - décembre 2011, août 2014) : il remplace les chroniqueurs absents et est chroniqueur chaque vendredi en alternance avec d'autres chroniqueurs. Tous les jours en août 2014.
- Olivier Dacourt (septembre 2011 - juin 2012) : il est chroniqueur chaque lundi.
- Grégory Coupet (décembre 2013 - juin 2015)
- Carine Galli (juillet 2012 - août 2016)
- Philippe Auclair (avril 2006 - août 2018) : correspondant à Londres et spécialiste du football anglais
- François Manardo (septembre 2015 - août 2018)
- David Lortholary (aout 2014 - juin 2019) spécialiste du football allemand
- Ali Benarbia
- Ludovic Obraniak (septembre 2018 - décembre 2019)
- Damien Perrinelle (septembre 2019 - septembre 2020)
- Laure Lepailleur (septembre 2019 - septembre 2020)
- Pierre Ducrocq (septembre 2017 - septembre 2020).
- Jonatan MacHardy : il s'agit d'un auditeur de l'émission devenu chroniqueur
- Simone Rovera (août 2021-), spécialiste du football italien.
- Houssem Loussaïef (août 2020 - 2022 et 2023 - 2024) : il est présent du lundi au jeudi. Journaliste de RMC, il se charge également de la numérisation de l’émission.
- Frédéric Piquionne : il est présent le samedi et le dimanche
- Stéphane Guy (juin 2021 - juin 2024)
- Sébastien Piocelle
- Sofiane Zouaoui (2023 - 2024)
- Rolland Courbis

## Quelques thématiques abordées
Le 15 mai 2008, l'After aborde un sujet tabou "Sexe et foot" en invitant Jérôme Jessel auteur de Sexus Footballisticus (éditions Danger Public) puis ils invitent, le 17 janvier 2009, Alexandra Paressant célèbre pour s'être inventé des relations avec Ronaldinho, Tony Parker ou Thierry Henry pour parler de son livre Sexe, scandales et internet (éditions du Rocher). Plus d'un an après, en avril 2010, une affaire de mœurs éclate où sont impliqués plusieurs joueurs de l'équipe de France dont Franck Ribéry ou Sidney Govou. Ils sont entendus par la police comme témoin dans une affaire de proxénétisme aggravé. La presse s'en fait largement l'écho et évoque une « affaire Zahia D. » du nom de la jeune femme qui fait la couverture de Paris Match,. L'élimination de la France au premier tour de la Coupe du monde 2010 donne lieu à plusieurs rétrospectives parlant de l'affaire dans la presse nationale et internationale. Le 20 juillet 2010, Ribery est placé en garde à vue avec Karim Benzema par la Brigade de répression du proxénétisme de Paris puis mis en examen pour « sollicitation de prostituée mineure ».
Le 20 mai 2008, l'After invite Laurent Jaoui auteur de Noir en bleu : le football est-il raciste ? (éditions Anne Carrière) comme indique le titre du livre, la grande question est précisément le football français est-il raciste. Le 22 mars 2011, l'After invite Stéphane Beaud sociologue et auteur de Traîtres à la nation ? Un autre regard sur la grève des Bleus en Afrique du Sud (éditions La Découverte) en évoquant les origines sociales et territoriales des joueurs de football d'aujourd'hui. En avril 2011, le site Mediapart diffuse le verbatim complet d'une réunion de travail de la DTN avec notamment Erick Mombaerts, François Blaquart et de nombreux membres de la DTN et accuse Laurent Blanc, sur la base de l'écoute du verbatim complet, de s'être déclaré favorable à l'instauration de quotas sur des critères raciaux lors de cette réunion tenue au sein de la FFF en novembre 2010.
Le 3 septembre 2008, l'After invite le journaliste et universitaire canadien Declan Hill, auteur de Comment truquer un match de foot ? (éditions Florent Massot), qui est l'un des plus grands experts mondiaux sur les matchs truqués et la corruption dans le sport international[réf. souhaitée].
Le football et la politique sont à l'honneur de l'After du 11 novembre 2010, avec Romain Schneider, journaliste au Figaro et coauteur de Football et politique : les liaisons dangereuses (éditions Jean-Claude Gawsewitch), qui en est l'invité. Le 3 janvier 2012, la Grande Gueule Karim Zéribi (ex-footballeur professionnel devenu homme politique) et Nicolas Kssis-Martov (journaliste à So Foot) sont invités dans l'After pour répondre à plusieurs questions liées au football et à la politique.
À l'occasion des 10 ans de l'association Diambars, le 24 novembre 2010, Jimmy Adjovi-Boco et Bernard Lama sont les invités exceptionnels de l'After. Le 14 mars 2011, Diambars était aussi à l'affiche de l'After. Une occasion de parler football et éducation en compagnie de Jimmy Adjovi-Boco et Bernard Lama en direct de l'Euromed Management à Marseille.
Le 31 mars 2011, l'After parle de stylisme en se demandant si les footballeurs sont tendances ?, un mois plus tard, les journalistes parlent encore de stylisme mais cette fois-ci en parlant des entraîneurs. Le 31 mai 2011, en fin de saison, c'est l'occasion de discuter des nouvelles modes autour des maillots de la saison prochaine ainsi que du futur ballon de la L1. Lors de ces trois émissions c'est Mathieu Le Maux, journaliste du magazine masculin GQ qui est invité pour témoigner[source secondaire nécessaire]. Il est également présent le 30 juin 2011, pour parler des footballeurs légendaires et charismatiques et également de la Une de GQ avec Michel Platini.

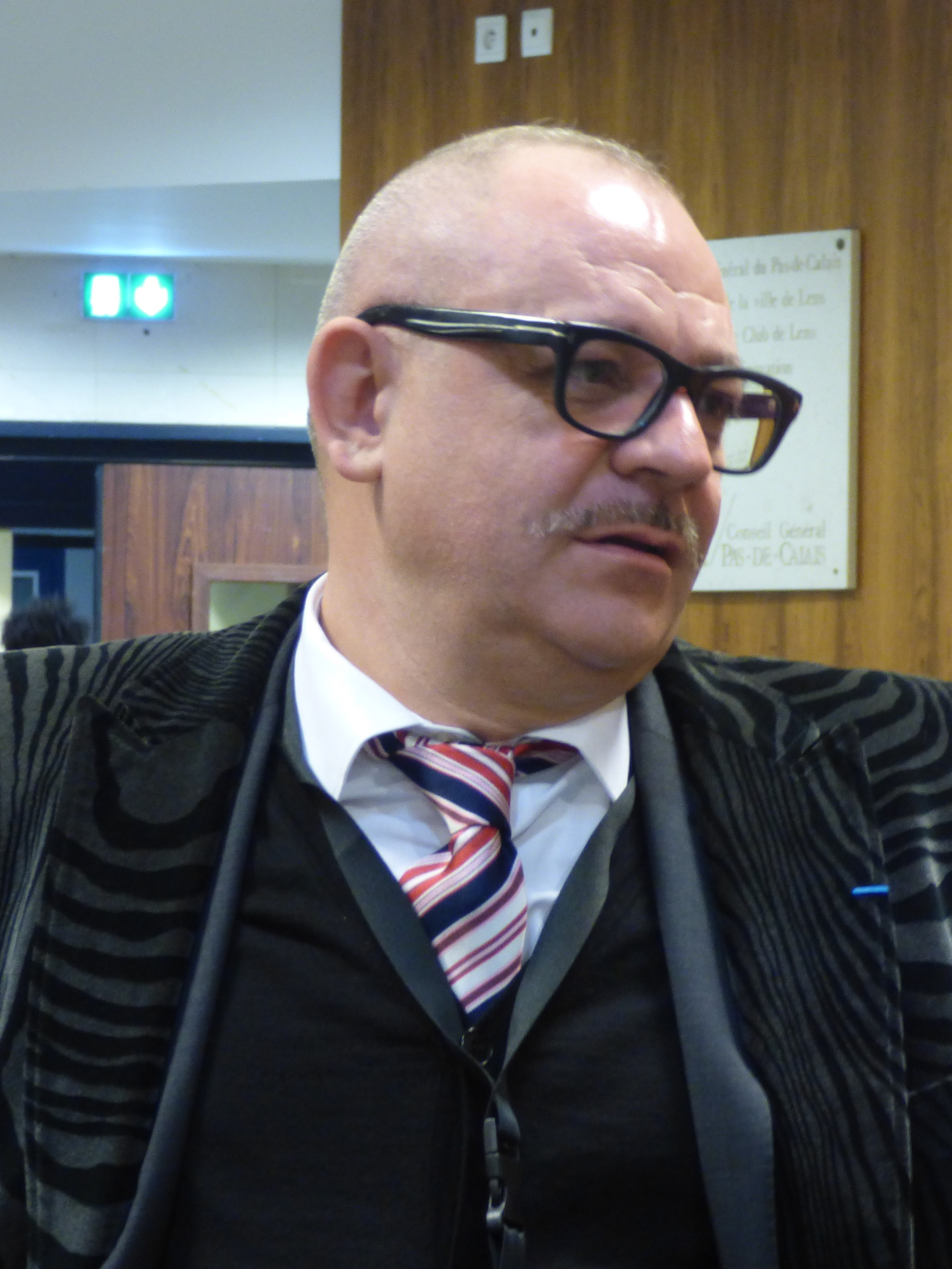
Frédéric Hermel, drôle de dame historique de l'After Foot

## Générique
Jusqu'en août 2012, la musique du générique de l'émission était I am a DJ de Benny Benassi (utilisant des samples de la musique DJ de David Bowie).
Jusqu'au 2 novembre 2008, la musique du générique était Rock Machine de Laurent Wolf.

## Identité visuelle

Ancien logo de l'émission.
Ancien logo de l'émission. (juillet 2019 - février 2023).
Logo de l'émission (depuis février 2023).

## La revue de l'After
Sous l'impulsion de Gilbert Brisbois et Daniel Riolo, l'équipe de l'After Foot lance sa première revue au format papier et numérique le 11 mai 2021, après avoir fêté les 15 ans de l'émission. Cette revue, à parution trimestrielle, est l'occasion de revenir sur les sujets abordés au cours des émissions et de les approfondir en faisant intervenir les différents protagonistes du monde du football. Le neuvième numéro de la revue est paru en mai 2023. En raison de la fermeture de la société éditrice de la revue, la revue s'arrête en 2025.

## Réception critique de l'émission
L'After Foot a connu de nombreuses polémiques avec des acteurs du football, la plus célèbre reste celle avec l'ancien sélectionneur de l'équipe de France Raymond Domenech,,. Domenech ne parle plus au micro de RMC depuis 2006. En 2008, il aurait monté un dossier pour que Daniel Riolo soit renvoyé et dans un entretien accordé au Télégramme, le 1er octobre 2009, Raymond Domenech répond aux critiques de ses détracteurs notamment à Jean-Michel Larqué évoquant son expérience d'entraîneur courte de trois mois (au PSG en 1977-1978), le qualifiant d'aigri et de vieux rabougri. Dans son autobiographie Vert de rage (éditions Calmann-Lévy), Jean-Michel Larqué déclare avoir reçu une lettre de censure adressé par l'ancien président de la FFF Jean-Pierre Escalettes. Ulcéré par certaines de ses remarques, qu'il jugeait désobligeantes, il lui a demandé de changer sa façon de s'exprimer. Paul Le Guen a été le bouc émissaire de l'After Foot durant la période où il entraînait le PSG (2007-2009).
Il y a également eu des polémiques avec des joueurs internationaux comme Hatem Ben Arfa,, Karim Benzema,, Djibril Cissé,, Mickaël Landreau, ou Éric Abidal.
L'émission a été « taclée » par OL TV notamment le journaliste Richard Benedetti et le consultant de la chaîne Maxence Flachez, Patrick Montel, Christophe Pacaud ou encore Calciomio.
Le 20 octobre 2013, une polémique naît d'une interview de Patrice Évra accordée à l'émission Téléfoot. Il s'en prend violemment à plusieurs consultants sportifs dont Rolland Courbis (« Rolland Tournevis, sur RMC, il ne fait que parler ») mais aussi Bixente Lizarazu, Pierre Ménès et Luis Fernandez. Il dénonce leur acharnement contre lui et évoque l'affaire Knysna : « Tous ceux-là, si tu mets Rama Yade arrière gauche, ils vont dire qu'elle est meilleure qu'Evra ».

## Prix obtenus
- 2006 : prix du meilleur concept audiovisuel de l'année par l'union syndicale des journalistes sportifs de France (USJSF) devant Les Spécialistes sur Canal+ Sport, 100 % Foot sur M6 et 22:30 C l'heure du foot sur Eurosport[57].
- 2008 : Daniel Riolo a reçu le Micro de Plomb Catégorie Radio par les internautes du site Coupfranc.fr, devançant Gilbert Brisbois, Alexandre Delpérier, Eugène Saccomano, Luis Fernandez et Rolland Courbis[58].
- 2009 : Coupe de l'info du meilleur blog sportif de l'année devant le blog football de Daniel Riolo (Eurosport.fr), le blog basket-ball de Jacques Monclar (Canal Plus.fr), le blog rugby à XV de Sylvain Marconnet (Le Monde.fr) et le blog médias et sport de Bertrand-Régis Louvet (Le Parisien.fr)[59].
- 2012 : Lucarne d'or de la meilleure émission sportive radio de la saison devant le Moscato Show (RMC), l'Intégrale Foot Ligue 1 (RMC), Luis attaque (RMC), le Tony Parker Show (RMC), On refait le match (RTL), le Multiplex RTL-L'Équipe (RTL), Coach Courbis (RMC), le Club Liza (RTL), Larqué Foot (RMC), On refait le sport (RTL) et RTL en direct de l'Équipe (RTL)[60].

## Audiences
Selon Médiamétrie, l'After Foot d'RMC arrive en tête des audiences des radios généralistes privées de 22h à minuit.
En octobre 2021, l'After Foot est l'émission la plus podcastée de France, devant Les Grosses Têtes, grâce à un séquençage des émissions en plusieurs dizaines de podcasts afin de doper et gonfler artificiellement le nombre de téléchargement, et ce malgré le mécontentement de plusieurs milliers d'auditeurs.